# 謝里爾 (阿肯色州)
謝里爾（英語：Sherrill）是一個位於美國阿肯色州傑佛遜縣的城鎮。

## 地理
謝里爾的座標為34°23′07″N 91°57′03″W / 34.38528°N 91.95083°W，而該地的平均海拔高度為66米（即217英尺）。

## 人口
根據2020年美國人口普查的數據，謝里爾的面積為0.34平方千米，皆為陸地。當地共有人口53人，而人口密度為每平方千米155人。